# Pedro José Lorenzo Galán
Pedro José Lorenzo Galán (Torremejía, 19 de novembre de 1967) és un futbolista extremeny que juga de defensa a l'Imperio de Mérida, tot i que habitualment havia jugat de migcampista.

## Trajectòria
Pedro José va ser un dels grans símbols del CF Extremadura durant la dècada dels 90. Va arribar al club d'Almendralejo a la temporada 1985/86, provinent del Pizarro. De les categories inferiors del futbol espanyol, l'equip extremeny va arribar a la Segona Divisió i a la temporada 1996/97 debutà a la Primera Divisió. Eixe any, Pedro José seria titular amb 38 partits i dos gols. La següent campanya a la màxima divisió, la 1998/99, va estar present en altres 30 partits.
Després del descens de l'estiu del 99, Pedro José va acompanyar a l'Extremadura en Segona Divisió primer, i posteriorment a la Segona B, seguint titular en bona part dels partits de lliga. Dinou anys després d'arribar a l'Extremadura, a la 2004/05 Pedro José marxava a la veïna UD Mérida, i a la següent militaria a l'altre equip de la ciutat romana, l'Imperio de Tercera Divisió, on juga actualment.
A nivell internacional, Pedró José va jugar un encontre amb la selecció extremenya de futbol, disputat al desembre de 2007 front a Guinea.